# 593 a.C.

## Eventos
- 27 de agosto [1] - No sétimo ano do cativeiro de Jeconias, no décimo dia do quinto mês, Ezequiel reprova os anciãos por sua hipocrisia, de virem pedir o conselho de Deus. Ele profetiza a desgraça que recairá sobre toda carne, o julgamento de Deus contra os idólatras, e o conforto aos bons.[2][1]